# كونيزة ريشية
كونيزة ريشية (الاسم العلمي:Conyza pinnata) هي نوع من النباتات يتبع جنس الكونيزة من الفصيلة النجمية.